# Plasmodium ovale
Plasmodium ovale — один з видів паразитичних найпростіших з роду Plasmodium, що спричинює овале-малярію, один з видів людської малярії. Передається людині при укусах комарів роду Anopheles. 2010 року було встановлено, що вид не є однорідним, складається щонайменше з 2 підвидів: Plasmodium ovale curtisi та Plasmodium ovale wallikeri. Крім того існують багато географічних штамів.

## Історичні факти
У 1914 році британський паразитолог Джон Вільям Вотсон Стефенс заявив про виявлення у пацієнта з Азії четвертого збудника малярії людей — Plasmodium ovale. Він, дослідив ці мазки 1913 року в школі тропічної медицини в Ліверпулі, звернув увагу, що еритроцити мали незвичайну овальну форму з фімброваними краями, але тільки через рік роздумів вирішив оголосити про новий вид плазмодія, хоча сам Стефенс до того часу був маститим визнаним паразитологом, знаменитим своїми роботами та відкриттями в дослідженні трипаносом і тваринних плазмодіїв. 1922 року він опублікував повний опис кров'яних форм та проілюстрував послідовність розвитку Plasmodium ovale 22-ма малюнками.

## Особливості життєвого циклу і будова
У циклі розвитку плазмодіїв відбувається чергування:
- безстатеве розмноження шляхом множинного поділу (шизогонія), яке в свою чергу має 2 стадії, що йдуть послідовно:

- тканинна (відбувається в печінці людини),
- еритроцитарна;

- статевий розвиток (спорогонія), який відбувається в організмі комара роду Anopheles.

Детальніші відомості з цієї теми ви можете знайти в статті Плазмодій.

### Тканинна шизогонія
Плазмодій у гепатоциті можливо виявити не раніше 5-го дня тканинної шизогонії у вигляді овалу з плавними контурами, що було вперше показано 1955 року в дослідженні біоптату печінки, який було взято від волонтера, що дав до цього покусати себе зараженим комарам. Наймолодші цій 5-денній стадії розміри коливалися від 28 до 60 мкм. Найменша з цих форм була овальною з регулярними або плавними краями. У більшої частини цих 5-денних форм були невеликі згортки на поверхні. Найбільш яскравою ознакою, що спостерігалася в цих незрілих формах, був відносно великий розмір ядер, приблизно 2 мкм. 9-денна стадія тканинного шизонта мала розміри від 70 до 80 мкм на 50 мкм. Поверхня була долькована, а ядра становили приблизно половину розміру, виявленого у 5-денної стадії, тобто досягала 1 мкм. Ядра тканинних шизонтів мають нерівномірне забарвлення, і цитоплазма гранульована. Іноді цитоплазма так вкопана навколо кожного ядра, що тканинна стадія, як здається, містить ущелини або вакуолізується. У багатьох шизонтів є певна обмежувальна мембрана. Оскільки тканинний шизонт наближається до зрілості приблизно на 9-й день, то він проходить через 3 стадії:
1. ядерне розмноження прогресує швидко, без очевидного утворення мерозоїтів;
2. поява мерозоїтів на краях морули;
3. повне дозрівання шизонтів з розривом гепатоциту.

Тканинний мерозоїт P. ovale великий (досягає 1,8 мкм в діаметрі), сферичний, і складається з двох частин — більша частина є цитоплазмою, а менша частина — ядром, розташованим на одній стороні паразита. Кількість мерозоїтів в одній морулі досягає 15000. Тканинні шизонти P. ovale істотно відрізняються від таких у P. vivax та P. inui, але нагадують тканинні шизонти P. falciparum, принаймні щодо розміру та форми.

### Еритроцитарна шизогонія
Тривалість препатентного періоду (часу від зараження до появи тканинних шизонтів у крові) різна, залежить від штаму плазмодія, є в межах від 11 до 80 діб, але в середньому 13-17.
При еритроцитарній шизогонії у ранніх кільцевих формах плазмодія виділяється виразне циркулярне ядро, ексцентрично розміщене у цитоплазмі, яка утворює вакуоль. Коли паразит зростає, еритроцит збільшується, цитоплазма теж, а вакуоля зникає. Зріли трофозоїти займають близько половини еритроцита. Цитоплазма може бути витягнутою та обірваною або смужкоподібної форми, що нагадує Plasmodium malariae, їхнє спільне одночасне ураження людини не є рідкістю. Еритроцит може утворитися овальним з фімібрированими краями, коли мазок крові висушується в атмосфері з низькою вологістю. Однак цю особливість не спостерігають в препаратах Plasmodium vivax, зроблених за тих же умов. Малярійний пігмент (продукти травлення самого плазмодія) спочатку з'являється як дрібні пилеподібні зерна, які пізніше об'єднуються, утворюючи дрібні зеленувато-коричневі кульки, а пізніше жовтувато-коричневі скупчення у вигляді плям. Найбільш відмітною характеристикою є утворення зернистості Шюффнера. Вона з'являється на початку зростання паразита і стає інтенсивним, коли паразит росте. Цитоплазма клітини-хазяїна стає блідою і прозорою, зернистість проявляється як маса штрихів. Зернистість у P. ovale є інтенсивною, більш вираженою, ніж у P. vivax і не дуже відмінною від Plasmodium schwetzi. Цитоплазма паразита приймає вишукане блакитне забарвлення, яке дещо тьмяніше в ранній стадії еритроцитарної шизогонії, лише на пізніх стадіях воно виглядає як пурпурно-синє. Великі ядра яскраво червоного забарвлення молодих форм стають більшими з яскравішим червоним забарвленням, оскільки ріст продовжується до розміру в 2-4 рази більше за того, що був на ранній стадії, приблизно вдвічі більше за розмір ядра в P. vivax, але тільки трохи більше, ніж у P. schwetzi. Ядра залишаються великими, а при повній зрілості шизонта звичайно містять 8 мерозоїтів, хоча іноді їхня кількість може становити від 12 до 16, які розташовуються в значно збільшеному за розмірами еритроциті.

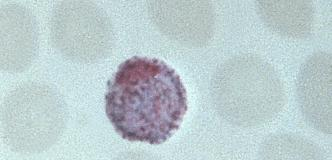
Макрогематоцит (жіноча клітина) P. ovale.

Статеву клітину, що формується, — незрілого гаметоцита (або гамонт, чи гамета) складно відокремити від компактного пізнього трофозоїту. Але зростання надалі продовжується, гаметоцити практично повністю заповнюють збільшені еритроцити хазяїна. Цитоплазма зрілого макрогематоцита (жіноча гамета) має помірний синій колір з ексцентрично розміщеним червоним видатним ядром з більш темними областями фарбування. Пігмент знаходиться в гранулах, розташованих як рядок намист, і вони розсіяні в цитоплазмі. Пігмент виглядає як червона пляма, що обертається кільцем навколо паразита. Зрілий мікрогематоцит (чоловіча клітина) має світліше і ніжніше синє забарвлення. Велике ядро займає близько половини паразита, має темно-червоне забарвлення, але до краю його колір практично зникає до світло-рожевого відтінку. Пігмент має великі та середні розміри гранул, розкиданих по всій цитоплазмі. Паразит повністю замкнений колом еозинофільної зернистості. Тривалість еритроцитарної шизогонії 48 годин.

### Спорогонія
В ооцисті P. ovale пігментні гранули розташовані в дуже характерній структурі, яка відрізняє її від інших паразитів малярії людини. Від 50 до 60 зерен темно-коричневих пігментних гранул розташовані в декількох варіантах, але найбільш поширеним є два ряди або ланцюги, які перетинають один одного під прямим кутом у центрі ооцисти. Це вперше спостерігається на 4-му дні росту ооцисти, але більш виразно його видно на 6-8 дні. До прикладу таке відбувається лише у 8 % ооцист P. vivax. Так ооцисти в організмі A. atroparvus зростають з добовою швидкістю близько 2 мкм з 3-го по 6-й день при температурі інкубації 25°С. Відбувається різке збільшення розміру між 7 і 8 днями приблизно на 5 мкм. Таке щоденне збільшення триває до 12-го дня. Спорогонія завершується за 15 днів. Сформовані ооцисти за розміром становлять від 9 до 37 мкм у діаметрі.

## Поширення в світі
Ареал овале-малярії, який був вивчений на початку 1960-х років, є досить своєрідним. P. ovale постійно реєструють тільки в західній частині тропічної Африки. Спорадичні випадки захворювання виявляють на островах Філіппін, Індонезії, у східній Індії, Пакистані та Південно-Східній Азії (В'єтнам, М'янма, Лаос, Кампучія, Таїланд). Обмеженість і розірваність ареалу на 2 регіони пояснюється тривалістю спорогонії (15-16 днів при температурі 20°С), низькою і непостійною продукцією гамонтів, що зменшує можливість зараження переносника. Укоріненню P. ovale в інших регіонах перешкоджає також відсутність найефективнішого переносника цього збудника — виду Anopheles gambiae. На сьогодні поширення двох підвидів P. ovale — curtisi та wallikeri у природі не вивчене.

## Клінічні прояви овале-малярії
Для перебігу характерна м'якість гарячки та інтоксикації, на відміну від інших видів людської малярії. Як правило гарячка не перевищує 39 °C, озноби не є відчутними, гарячкові пароксизми починаються у вечірній час, їхня кількість не перевищує 7-10. Високий відсоток спонтанного (без лікування) припинення гарячки. Збільшення печінки і селезінки незначне. Протягом хвороби рівень паразитемії невисокий. На відміну від вівакс-малярії представники негроїдної раси хворіють на малярію, яку спричинює P. ovale.
Детальніші відомості з цієї теми ви можете знайти в статті Малярія.